# Skarl (zeilboot)
Een skarl is een open polyester zeilboot die in de jaren 1980 werd gemaakt door Elahuizen B.V.
Er zijn twee types gemaakt: de Skarl 685 de Skarl 645. De getallen komen overeen met de lengte van het schip. Het meest voorkomende type is de Skarl 645. Dit is een kielboot die ongeveer 75 centimeter diep steekt, met een toptuig met 17 m² zeil. De Skarl 685 onderscheidt zich van 645 door een ophaalbaar zwaard waardoor de diepgang kan vairieren van 40 tot 120 cm. Skarls worden vooral gebruikt als dagzeilboot en worden net als de valk vaak aangeboden voor dagverhuur. Door een dekzeil te gebruiken kunnen er vier personen op slapen.

## Technische Specificaties SKARL 685
- Totale lengte: 6.85 m
- Lente waterlijn: 5.6 m
- Breedte: 2 m
- Diepgang: 40 – 120 cm
- Gewicht: 650 kg
- Totale hoogte: 7,95 m
- Oppervlakte grootzeil: 10,6 m^2
- Oppervlakte fok: 7,6 m²
- Kiel: 200 kg